# Krystyna Ilmurzyńska
Krystyna Maria Ilmurzyńska (ur. 1929, zm. 1 grudnia 2020) – polska kardiolog, prof. dr hab. n. med., która była jednym z pionierów kardiologicznej diagnostyki nieinwazyjnej.
W 1954 ukończyła studia w Akademii Medycznej w Warszawie. Tytuł profesora nauk medycznych uzyskała w 1988. Była wieloletnim ordynatorem Oddziału Kardiologii Szpitala Sióstr Elżbietanek w Warszawie, a także kierownikiem Kliniki Chorób Układu Krążenia Centrum Medycznego Kształcenia Podyplomowego. Należała do Polskiego Towarzystwa Kardiologicznego.

## Wybrana bibliografia autorska
- Diagnostyka elektrokardiograficzna w ośrodku intensywnej opieki (Państ. Zakład Wydawnictw Lekarskich, Warszawa, 1980; ISBN 83-200-0347-4)